# Autoapomorfia
En el lenguaje de la escuela cladística de Biología sistemática, una autoapomorfia es un carácter exclusivo, y consecuentemente distintivo, de los miembros de un clado o rama evolutiva, y del taxón definido para ese clado.
El término tiene utilidad cuando se trata de un clado terminal, sobre todo si es una única especie, porque, si es compartido por varios taxones, se puede describir equivalentemente como una sinapomorfia de los miembros del clado.